# Niimura Shinichi
Shinichi Niimura (sinh ngày 20 tháng 4 năm 1976) là một cầu thủ bóng đá người Nhật Bản.

## Sự nghiệp câu lạc bộ
Shinichi Niimura đã từng chơi cho Shimizu S-Pulse.